# HD247582
HD247582 є подвійною зорею. 
Дана подвійна система має видиму зоряну величину в смузі V приблизно 9,7.

## Подвійна зоря
Головна зоря цієї системи належить до хімічно пекулярних зір й має спектральний клас A2.
Інша компонента має спектральний клас Зорі спектрального класу .